# República Gagaúza
La República Gagaúza (en gagauzo: Gagauz Respublikası; en rumano: Republica Găgăuzia; en ruso: Республика Гагаузия, romanizado: Respublika Gagauzija) fue un estado no reconocido que se separó de la República Socialista Soviética de Moldavia después de la disolución de la Unión Soviética, pero luego se unió pacíficamente a la República de Moldavia después de ser independiente de facto de 1990 a 1994.

## Historia
El 12 de noviembre de 1989 el Congreso Especial de Representantes del Pueblo Gagaúzo, proclamó la República Socialista Soviética de Gagaúzia en la República Socialista Soviética de Moldavia, pero al día siguiente el Presídium del Consejo Supremo de la República Socialista Soviética de Moldavia abolió el Congreso Especial asegurando que eran decisiones inconstitucionales.
El Congreso de los Diputados del Pueblo de la Estepa Sur de la República Socialista Soviética de Moldavia declaró su independencia de la República Socialista Soviética de Moldavia y el estableció la República Gagaúza el 19 de agosto de 1990. Dos días después, el Presídium del Consejo Supremo de la República Socialista Soviética de Moldavia sostuvo una reunión de emergencia, y se tomó la decisión de declarar ilegal a la república e inconstitucional al congreso. Voluntarios moldavos y unidades policiales fueron enviados a Gagaúzia para sofocar la disidencia, pero la llegada de soldados del Ejército Rojo evitó un derramamiento de sangre.
En diciembre de 1994, sobre la base de los acuerdos alcanzados por la República Gagaúza y la República de Moldavia, se firmó un documento sobre la integración pacífica de Gagaúzia con derechos autónomos. La integración se llevó a cabo desde diciembre de 1994 hasta junio de 1995, cuando la República Gagaúza se disolvió legalmente y pasó a ser parte de la Unidad Territorial Autónoma de Gagaúzia.

## Presidentes
| Año                                          | presidente                                                           |
| -------------------------------------------- | -------------------------------------------------------------------- |
| 31 de octubre de 1990 1 de diciembre de 1991 | Stepan Topal (Presidente del Soviet Supremo de la República Gagaúza) |
| 1 de abril de 1991 19 de julio de 1995       | Stepan Topal (Jefe de Estado de la República Gagaúza)                |